# Medellín Cartel
Medellín Cartel (tiếng Tây Ban Nha: Cartel de Medellín) là một băng đảng ma túy Colombia có tổ chức cao có nguồn gốc từ thành phố Medellín, Colombia được Pablo Escobar thành lập. Băng đảng ma túy này hoạt động trong suốt những năm 1970 và 1980 tại Bolivia, Colombia, Panama, Trung Mỹ, Peru và Hoa Kỳ, cũng như ở Canada và Châu Âu.
Ở đỉnh cao của nó, Medellín Cartel đã nhập lậu hàng tấn cocaine mỗi tuần vào các quốc gia trên toàn thế giới và mang về 60 triệu đô la Mỹ tiền lãi mỗi ngày. Tại một thời điểm, Medellín Cartel đã cung cấp ít nhất 80% thị trường cocaine của Hoa Kỳ.

## Lịch sử

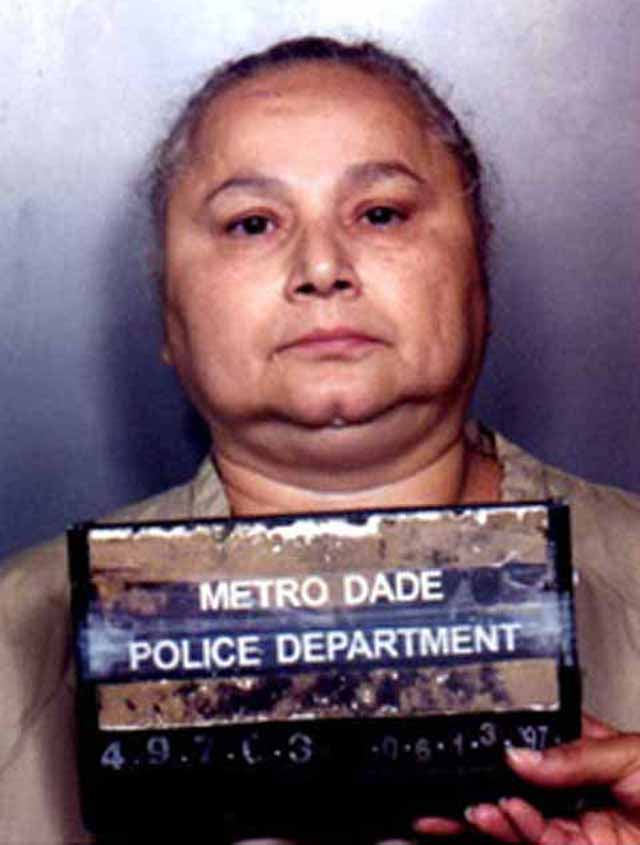
Griselda Blanco

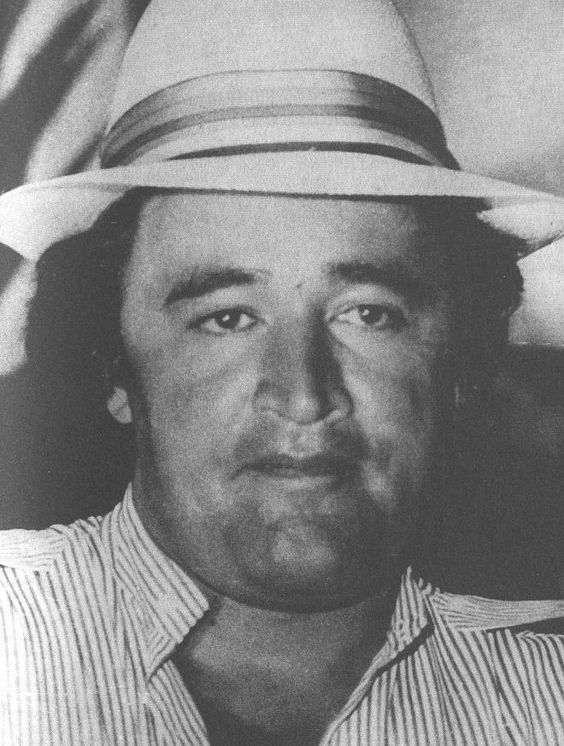
Gonzalo Rodríguez Gacha

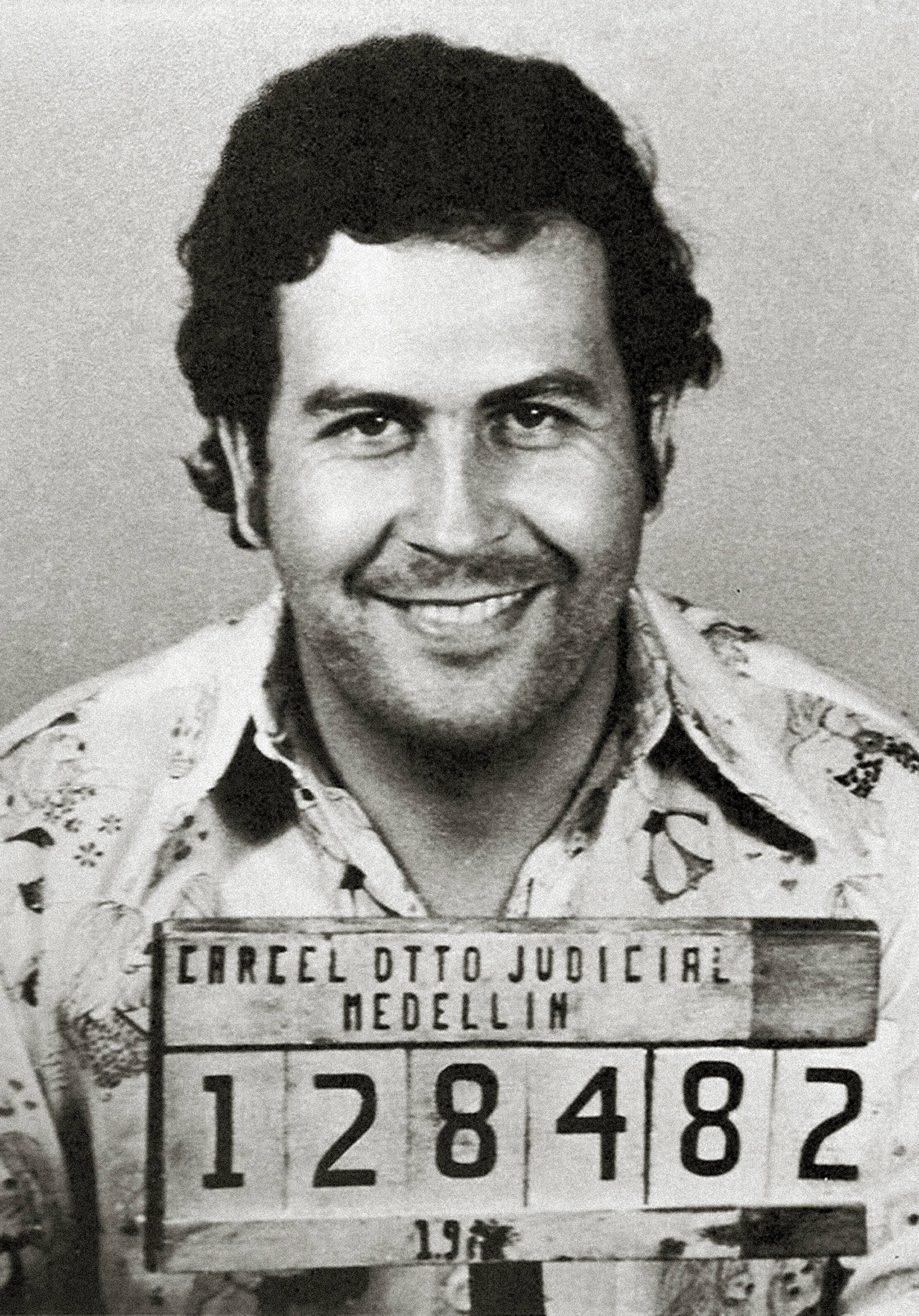
Pablo Escobar

Vào cuối những năm 1970, buôn bán cocaine bất hợp pháp đã trở thành một vấn đề quan trọng và trở thành một nguồn lợi nhuận chính. Trùm ma túy Griselda Blanco đã phân phối cocaine cho Cartel ở thành phố New York và sau đó là Miami, thiết lập một mạng lưới tội phạm với đỉnh điểm buôn bán khoảng 300 kg mỗi tháng. Đến năm 1982, lượng buôn bán cocaine đã vượt qua cà phê. Quân đội tư nhân được huy động để chống lại quân du kích người đang cố gắng hoặc phân phối lại đất đai của họ để nông dân địa phương, bắt cóc họ, hoặc tống tiền gramaje Revolutionary Armed Forces of Colombia (Fuerzas Armadas Revolucionarias de Colombia hoặc FARC) mà nỗ lực để ăn cắp.
Vào cuối năm 1981 và đầu năm 1982, các thành viên của Medellín Cartel, quân đội Colombia, tập đoàn Texas Oil có trụ sở tại Hoa Kỳ, cơ quan lập pháp Colombia, các nhà công nghiệp nhỏ và chủ trang trại gia súc giàu có đã cùng nhau tham dự một loạt các cuộc họp ở Puerto Boyacá và thành lập một tổ chức bán quân sự được gọi là Muerte a Secuestradores ("Death to Kidnappers", MAS) để bảo vệ lợi ích kinh tế của họ, và để bảo vệ giới tinh hoa địa phương khỏi những vụ bắt cóc và tống tiền. Đến năm 1983, các vấn đề nội bộ của Colombia đã gây ra 240 vụ giết người chính trị bởi các đội tử thần MAS, chủ yếu là các nhà lãnh đạo cộng đồng, các quan chức được bầu và nông dân.
Năm sau, Asociación Campesina de Ganaderos y Agricultores del Magdalena Medio ("Hiệp hội Nông dân và Nông dân Trung Magdalena", ACDEGAM) được thành lập để xử lý cả hậu cần và quan hệ công chúng của tổ chức, và để cung cấp một mặt trận pháp lý cho nhiều tổ chức khác nhau. nhóm bán quân sự. ACDEGAM đã làm việc để thúc đẩy các chính sách chống lao động và đe dọa bất kỳ ai liên quan đến việc tổ chức cho quyền lao động hoặc nông dân. Các mối đe dọa được MAS hỗ trợ bằng cách tấn công hoặc ám sát bất cứ ai bị nghi ngờ là "lật đổ". ACDEGAM cũng xây dựng các trường học với mục đích đã nêu là tạo ra một môi trường giáo dục "yêu nước và chống cộng", và xây dựng đường sá, cầu cống, và trạm y tế. Tuyển dụng thông tin, lưu trữ vũ khí, thông tin liên lạc, tuyên truyền và dịch vụ y tế đều được thực hiện trong trụ sở ACDEGAM.
Vào giữa những năm 1980, ACDEGAM và MAS đã trải qua sự tăng trưởng đáng kể. Năm 1985, những kẻ buôn bán ma túy Juan Matta-Ballesteros, Pablo Escobar, Roberto Escobar, Gonzalo Rodríguez Gacha, Carlos Lehder và Jorge Luis Ochoa bắt đầu rót một lượng tiền mặt lớn vào tổ chức này để trả tiền mua thiết bị, huấn luyện và vũ khí. Tiền cho các dự án xã hội đã bị cắt đứt và chuyển hướng theo hướng củng cố MAS. Súng trường chiến đấu hiện đại, như AKM, FN FAL, Galil và HK G3, được mua từ quân đội, INDUMIL và bán hàng tư nhân do ma túy tài trợ. Tổ chức này có máy tính và điều hành một trung tâm truyền thông phối hợp với văn phòng viễn thông nhà nước. Họ có 30 phi công, và một loại máy bay và máy bay trực thăng cánh cố định. Các giảng viên quân sự Anh, Israel và Mỹ được thuê để tới giảng dạy tại các trung tâm huấn luyện bán quân sự.

## Quan hệ với chính phủ Colombia
Sau khi chính quyền Hoa Kỳ nhận thức được "các hoạt động đáng ngờ", nhóm này đã bị đặt dưới sự giám sát của Lực lượng đặc nhiệm ma túy liên bang. Bằng chứng đã được thu thập, biên soạn và trình bày trước một bồi thẩm đoàn, dẫn đến cáo trạng, bắt giữ và án tù cho những người bị kết án tại Hoa Kỳ. Tuy nhiên, rất ít thủ lĩnh cartel Colombia đã thực sự bị bắt giam do các hoạt động này. Hầu hết, những người không phải người Colombia âm mưu với cartel là "thành quả" của những bản cáo trạng này ở Hoa Kỳ
Hầu hết người Colombia bị nhắm mục tiêu, cũng như những người có tên trong bản cáo trạng như vậy, đã sống và ở lại Colombia, hoặc bỏ trốn trước khi bản cáo trạng không được tiết lộ. Tuy nhiên, đến năm 1993, hầu hết, nếu không phải tất cả, những kẻ chạy trốn đều đã bị cầm tù, hoặc bị lực lượng Cảnh sát Quốc gia Colombia được đào tạo và hỗ trợ bởi các đơn vị quân đội chuyên ngành và CIA, bắn chết.